# Růstová látka
Růstová látka je termín používaný pro látky povzbuzující růst rostlin hormonální povahy fytohormony, souhrnně také označované regulátory růstu (fytohormony a látky ovlivňující působení fytohormonů). Tato označení jsou používány často jako synonyma. Tyto regulátory růstu ovlivňují procesy prodlužování pletiv již od klíčení, ale také ovlivňují růst rostlinného pletiva na mateřské rostlině nezávisle, při množení rostlin z tkání in vitro. 
Někdy může termín označovat i skupinu látek ovlivňující růst jiných organizmů.